# Großsteingrab Felm
Das Großsteingrab Felm ist eine megalithische Grabanlage der jungsteinzeitlichen Trichterbecherkultur bei Felm im Kreis Rendsburg-Eckernförde in Schleswig-Holstein. Es trägt die Sprockhoff-Nummer 136.

## Lage
Das Grab befindet sich westlich von Felm, einige Meter nördlich der Straße Voßberg. 2,4 km nordnordwestlich liegt das Großsteingrab Borghorsterhütten.

## Beschreibung
Die Anlage besitzt eine nordost-südwestlich orientierte Grabkammer, die als Urdolmen anzusprechen ist. Sie hat eine Länge von 2,2 m und eine Breite von 0,8 m. Die Kammer macht augenscheinlich einen vollständigen Eindruck. Es sind zwei Wandsteinpaare an den Langseiten, je ein Abschlussstein an den Schmalseiten und ein großer Deckstein mit einer Länge von 3 m, einer Breite von 1,9 m und einer Dicke von 1 m vorhanden. Beide Abschlusssteine reichen nur bis zur halben Höhe der Wandsteine. Ernst Sprockhoff nahm daher an, dass zumindest einer dieser Steine als neuzeitliche Ergänzung zu betrachten ist, da halbhohe Abschlusssteine sonst nur ein- aber nicht beidseitig vorkommen. Der Kammerinhalt ist ausgeräumt.